# Tomasz Sętowski

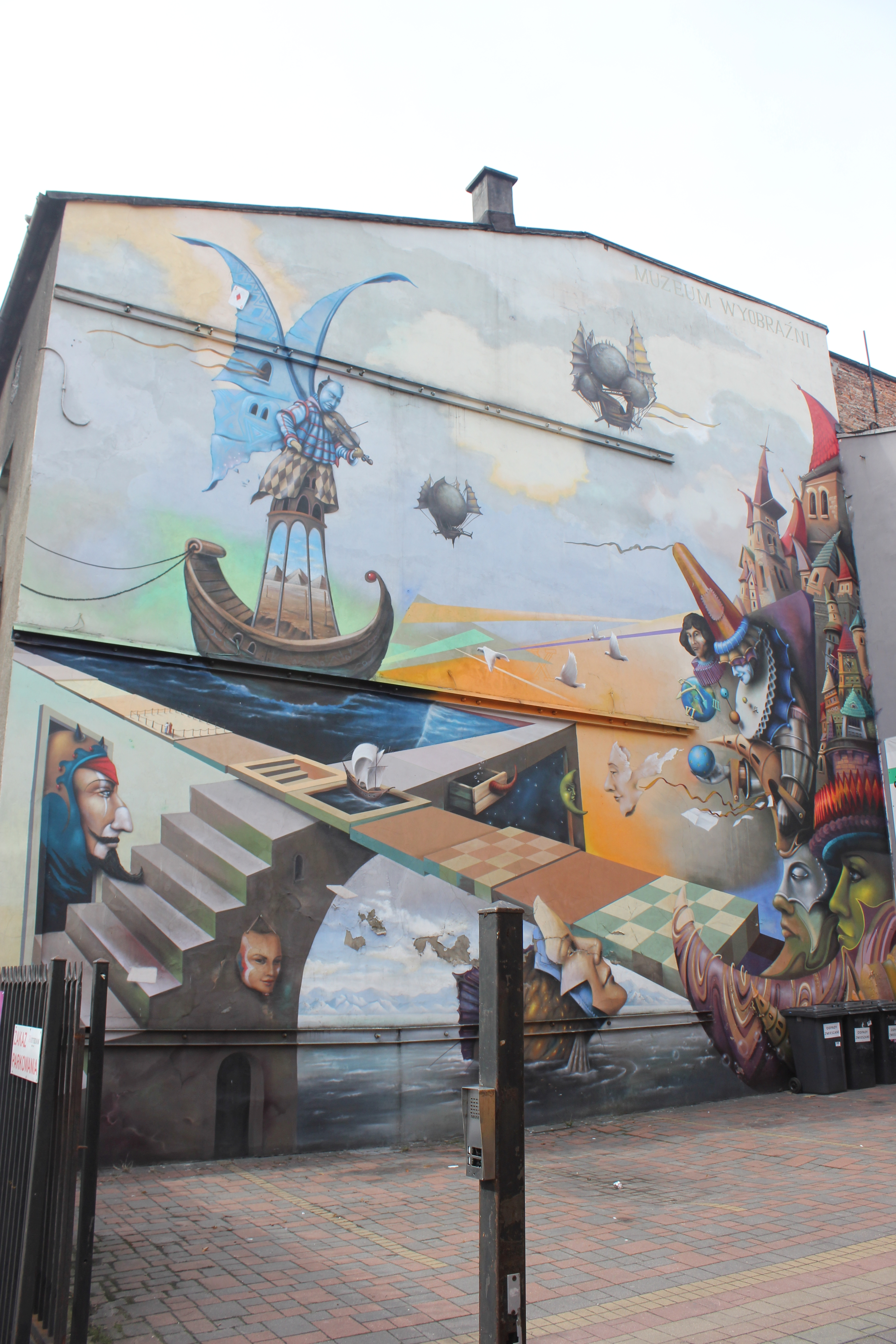
Mural Sętowskiego przy ul. Szymanowskiego w Częstochowie

Tomasz „Senti” Sętowski (ur. 14 czerwca 1961 w Częstochowie) – polski plastyk, malarz, surrealista.

## Życiorys
Absolwent IV LO im. H. Sienkiewicza w Częstochowie (matura w 1980), następnie Wyższej Szkoły Pedagogicznej w Częstochowie. Autor prac pokazywanych na wystawach zbiorowych (m.in. „Surrealiści polscy” Triennale „Sacrum”) i indywidualnych w polskich oraz zagranicznych galeriach, m.in. Katarzyny Napiórkowskiej w Warszawie i Anny Kareńskiej w Poznaniu, Stricoff Fine Art Ltd. i InterArt w Nowym Jorku; były przedstawiane na łamach czasopism – m.in. w miesięczniku „Fantastyka”. Jego dzieła weszły do kolekcji Teresy Żylis-Gary i Bogusława Kaczyńskiego. Znalazły się na okładkach m.in. książki Waldemara Łysiaka „Statek” oraz płyty zespołu Hipgnosis.
Jest zaliczany do twórców nurtu zwanego „realizmem magicznym”. Maluje tradycyjną metodą: olej na płótnie. W ostatnich latach prezentował jednak także grafiki powstałe w oparciu o obrazy olejne, jednak stanowiące osobną, ciekawą interpretację danego tematu. Ponadto prezentuje wykonywane okazjonalnie rzeźby. Muzeum Wyobraźni to jego galeria autorska znajdująca się w Częstochowie. Nagradzany m.in. przez Prezydenta Częstochowy i Ministra Kultury (Brązowy Medal Zasłużony Kulturze Gloria Artis).
Wydał w 2003 album „Muzeum Wyobraźni” nakładem Muza SA, 3 lata wcześniej ukazał się album „Teatr Magiczny” nakładem tego samego wydawnictwa.

## Wystawy
Źródło:
Tomasz Sętowski prezentował swoje prace na około 60 wystawach indywidualnych m.in.:
- 1988 Galeria Der Sparkasse – Iserlohn, Niemcy
- 1989 Galerie Severin – Rautenberg, Akwizgran, Niemcy
- 1991 Stork Gallery – Rouen, Francja
- 1993 Art and Be Gallerie – Monachium, Niemcy
- 1994 BWA – Częstochowa, Polska
- 1994 Seewolf – Oldenburg, Niemcy
- 1994 Galeria Grażyny Kulczyk – Poznań, Polska
- 1996 DG Consult R – Frankfurt nad Menem, Niemcy
- 1997 Club Des Cadres – Lyon, Francja
- 1997 Book House – Bari, Włochy
- 1997 Galeria SD – Warszawa, Polska
- 1998 Maltheater ins Casineum – Velden, Austria
- 1998 Galeria Stricoff Fine Art – Nowy Jork, USA
- 1999 Galeria Katarzyny Napiórkowskiej – Warszawa, Polska
- 1999 Galeria Anny Kareńskiej – Poznań, Polska
- 2000 Państwowa Galeria Sztuki – Sopot, Polska
- 2002 Muzeum Morskie – Gdańsk, Polska
- 2002 Galeria Triada – Sopot, Polska
- 2002 Międzynarodowy Festiwal „Chopin w barwach jesieni” – Antonin, Polska
- 2003 World of Ilusions, Inter Art Gallery – Nowy Jork, USA
- 2003 One Man Show – Tomek Sętowski – Hotel Aladdin – Las Vegas, USA
- 2004 Inter Art Gallery – Nowy Jork, USA
- 2006 Galeria Sztuki Współczesnej SD (Szucha 8) – Warszawa, Polska
- 2006 Jumeirah Beach Hotel – Dubaj, Zjednoczone Emiraty Arabskie
- 2007 Burdż Al Arab – Dubaj, Zjednoczone Emiraty Arabskie
- 2007 Abu Dhabi Cultural Fundation – Abu Zabi, Zjednoczone Emiraty Arabskie
- 2008 Burdż Al Arab – Tomek Sętowski & Daniel Meriam – Dubaj, Zjednoczone Emiraty Arabskie
- 2008 Emirates Towers – Tomek Sętowski & Daniel Meriam – Dubaj, Zjednoczone Emiraty Arabskie

Udział w targach sztuki:
- 1993 Stockholm Art Fairs – Szwecja
- 1993 International Art Fairs – Genewa, Szwajcaria
- 1998 Artexpo – Nowy Jork, USA
- 1999 Lineart, One Man Show – Nowy Jork, USA
- 2001 Artexpo – Nowy Jork, USA
- 2002 Artexpo, One Man Show – Nowy Jork, USA
- 2003 Artexpo, One Man Show – Nowy Jork, USA
- 2008 Lineart – Gandawa, Belgia
- 2008 Lineart – Gandawa, Belgia
- 2009 Biennale – Vught, Holandia
- 2009 Lineart – Gandawa, Belgia